# Port Joli
Port Joli är en vik i Kanada.   Den ligger i provinsen Nova Scotia, i den sydöstra delen av landet, 900 km öster om huvudstaden Ottawa.
I omgivningarna runt Port Joli växer i huvudsak blandskog. Runt Port Joli är det mycket glesbefolkat, med 2 invånare per kvadratkilometer.